# Martin Parr
Martin Parr (Epsom, 23 maggio 1952) è un fotoreporter britannico.

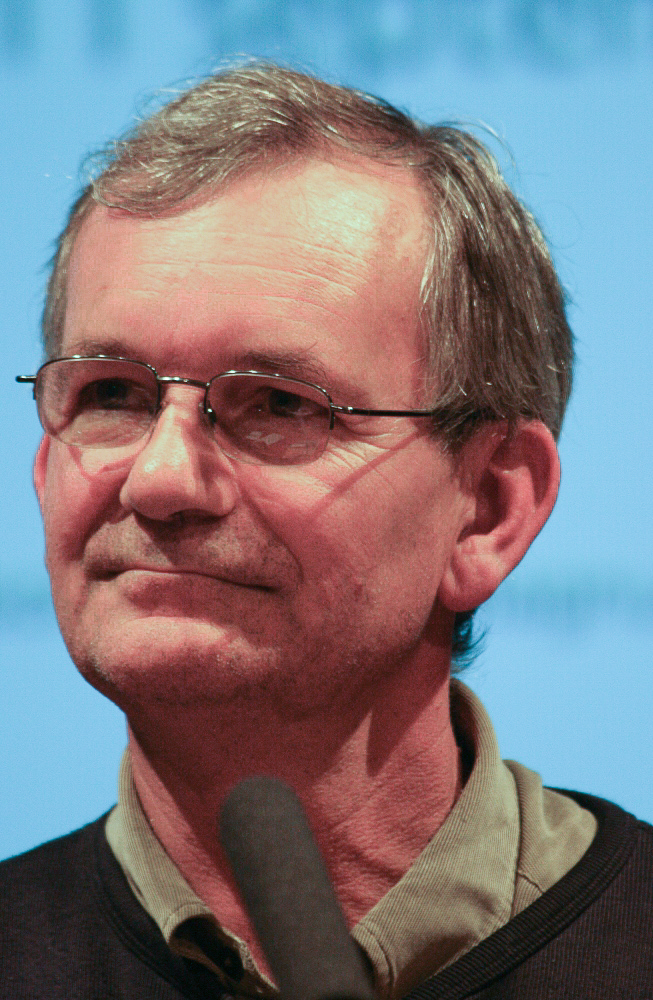
Martin Parr a Rennes, 2010

Martin Parr è un fotografo inglese, conosciuto per lo stile asciutto e diretto della sua fotografia, definita spesso "sociale" e dolce amara. Riconosciuto tra i fotografi meno politicamente corretti di sempre e di certo tra i più influenti. Martin Parr detiene il record assoluto di più esposizioni contemporaneamente: nel 2000 è stato infatti esposto il suo progetto “Common Sense” in 40 sedi disposte in dieci paesi diversi.

## Biografia
Matin Parr nasce e cresce a Epsom, un quartiere medio borghese di Londra, famoso per la sua eccellente vivibilità. Proprio questo contesto borghese sarà al centro delle critiche artistiche del fotografo. Si avvicina alla fotografia fin da giovane grazie al nonno, fotografo amatoriale ma che incoraggia fortemente il nipote a percorrere quella strada e sviluppare il suo talento. Martin infatti studia fotografia presso il politecnico di Manchester e tra il ’70 e il ’73 partecipa a numerosi concorsi fotografici.
Dal '74 invece inizia a insegnare, non abbandonando mai la sua passione ma anzi realizzando diverse opere tra cui Bad Weather (1984), The Last Resort (1986), The Cost of Living (1989), Common Sense (1999), che avranno un discreto successo. Inizia la sua carriera come fotografo di strada e tra le sue più grandi ispirazioni vi sono il bianco e nero di Henrì Cartier-Bresson e Bill Brandt, ciò nonostante fin dai primi anni '80 il fotografo inglese si allontana dai classici elaborando un suo stile.
Negli anni '90, dopo diverse pubblicazioni, viene presentato da Cartier-Bresson alla prestigiosa agenzia di fotografia Magnum, alla quale viene ammesso anche se con non poche controversie. Molto attento alle questioni politiche, quando l'Inghilterra decide di intraprendere un atteggiamento di chiusura nei confronti del mondo, Parr inizierà a viaggiare passando dall'Occidente fino al Giappone.
Nella sua carriera vi è anche una parentesi musicale: la direzione del videoclip musicale London dei Pet Shop Boys nel 2003. Molto eclettico e votato per la modernità, Parr si è più volte cimentato con la produzione video e oggi lavora molto con i nuovi media digitali, con la televisione e i social network, rientrando tuttora tra i fotografi più dinamici e più noti, collezionando premi, organizzando mostre e presentando diverse esposizioni.
Dal 2004 al 2012 è stato professore presso l'Università del Galles.

### Lo stile
Di lui Henri Cartier-Bresson diceva che veniva da un altro pianeta, proprio a sottolineare lo stile eclettico e riconoscibilissimo del fotografo inglese, unico nel suo genere. Una delle cifre stilistiche dell'autore è il rimando al caos: le sue foto sembrano a prima vista fatte a caso, sciape, con il flash sparato in faccia ai soggetti, anche in pieno giorno. Ha lavorato con ambiti innovativi all'epoca, come per esempio il cibo che diventa un mezzo per reinterpretare la società (in particolar modo il cosiddetto Junk food).
I temi trattati sono molto specifici e particolari, come afferma in un'intervista:
Il linguaggio e gli argomenti della fotografia sono molto limitati. Ancora adesso, c’è gente che si aspetta di poter entrare a Magnum mostrando foto di prostitute o drogati. Ma si tratta di soggetti che vedi continuamente mentre ce ne sono molti altri a cui nessuno si interessa mai.»
Nei suoi scatti Parr mescola spesso realtà e artificio, grazie a effetti come flash, giochi di luce e tecniche particolari. Allo stesso modo gioca spesso con i codici della pubblicità, sconvolgendoli e ribaltandoli nei suoi scatti. 
Martin Parr è famoso per aver infranto tutte le regole della fotografia moderna, pur producendo scatti molto comunicativi e che funzionano alla perfezione, inserendosi nello spettro dei più grandi sperimentatori e innovatori della fotografia.
Anche quando il fotografo vuole trattare temi crudi e di grande importanza sociale, le sue fotografie sono sempre dai toni allegri e colorati, con uno spiccato utilizzo dell'ironia: 
Sempre presente nei suoi scatti è una critica aspra alla società e al suo perbenismo. Fra i tratti salienti del suo stile fotografico troviamo la composizione inusuale della foto ottenuta grazie ad accostamenti bizzarri, a rappresentare il ridicolo e il paradosso del quotidiano, una saturazione estrema dei colori, inquadrature vicinissime al soggetto tese a catturare ogni singolo dettaglio, l'utilizzo del flash anche in pieno sole per esasperare i colori e renderli accesi ai confini dell'inverosimile.
Fra i temi toccati: l'Inghilterra sotto il pugno duro della Thatcher, il consumismo e l'inizio del turismo di massa, i mali sociali e le patologie del quotidiano di una classe media sempre più assuefatta alla pubblicità e al consumo, il kitsch e la nevrosi moderna. Più volte è stato definito un fotografo promiscuo, affascinato dal vizio e dalla ricerca di un eccesso.

## Libri fotografici
- Home Sweet Home, New York, 1974
- Bad Weather, Londra, 1982
- A Fair Day. Photographs from the West of Ireland, Wallasey, 1984
- The Last Resort, Stochport, 1998, (anche 2009)
- The Cost of Living, Manchester, 1989
- Signs of Times, Manchester, 1992
- Bored Couples, Parigi, 1993, (catalogo della mostra)
- Home of Abroad, Londra, 1993
- Small World, Stochport, 1995, (anche 2007)
- West Bay, Londra 1997
- Benidorm, Hannover 1999, (catalogo della mostra)
- Common Sense, Stochport, 1999
- Sguardi gardesani, Milano, 1999, (catalogo della mostra)
- Think of England, Londra, 2000
- Martin Parr, Londra, 2002 (anche in italiano, Contrasto, Roma)
- Martin Parr con le poesie degli alunni dell'École Vitruve di Parigi, Bonsecours, 2005
- Tutto Roma, Roma, 2006
- Parr by Parr, 2010, in Gran Bretagna, Francia ed Italia
- Up and Down Peachtree. Photographs do Atlanta, Roma, 2012
- Real Food, Londra, 2016

## Mostre
- 2024, Milano, Short & Sweet, con la collaborazione di Magnum Photos, dal 10 febbraio al 28 luglio - Museo delle culture (Mudec)